# Joaquim Romaguera i Ramió
Joaquim Romaguera i Ramió (Barcelona, 13 de gener de 1941 - Barcelona, 6 de setembre de 2006) fou un historiador i amant del cinema.
Muntà els cineclubs Condal, Layetano i Club Fòrum Cinematogràfic. Codirigí la revista Otro cine (1966-67). També portà el Cineclub de l'Escola d'Enginyers (1966-69), premi Sant Jordi de Cinematografia 1967. Treballà a l'Editorial Labor, on coordinà i redactà una part de la monumental Enciclopedia ilustrada del cine. A continuació cofundà la Llibreria-Disqueria-Quiosc Viceversa SA de Serveis Culturals (1972), i treballà per a l'Editorial Gustavo Gili (1974). El 1999 entrà a treballar com a historiador i documentalista cinematogràfic a BTV.
D'altra banda, entre el 1969 i el 1981 formà part de l'equip responsable de la Setmana Internacional de Cinema de Barcelona. També fou delegat a Catalunya de l'entitat Joven Crítica Cinematográfica (Madrid 1967-69); ocupà càrrecs en la Confederació de Cineclubs de l'Estat Espanyol (1970-73), assumí la direcció i coordinació de serveis de la Federació Catalana de Cineclubs (1982-87), i publica Cinematògraf. Història de la Catalunya cinematogràfica. El 1994 creà la Mediateca de l'ESCAC, i el 1996 fundà el “Grup de Recerca Cinematogràfica”, dins l'Associació del Museu de la Ciència i de la Tècnica i Arqueologia Industrial de Catalunya, que realitzà el seu primer congrés el 2000 i publicà el volum I Jornades sobre 100 anys d'inventiva tecnològica en imatge i so en el cinema espanyol (2001).
També ha col·laborat en mitjans escrits com ara els diaris Avui i Diari de Barcelona, el setmanari El Món i les revistes Imagen y Sonido, Pel·lícula, de la qual fou redactor en cap, L'Avenç, Muntanya i Revista de Catalunya. Ha dirigit els Annals de la Universitat Catalana d'Estiu (1983-84), Treballs de comunicació de la Societat Catalana de Comunicació/Institut d'Estudis Catalans (1991-97), Cinematògraf. Jornades sobre Recerques Cinematogràfiques, de la mateixa entitat (1992-2000) i Cinematógrafo. Actas de los Congresos de la Asociación Española de Historiadores del Cine (1988-90), entitat que fundà el 1987 i presidí fins al 1991. Codirigí la col·lecció "Orphea" (1990-2001) de la Fundació ICC, de la qual fou secretari (1992-95), i la Coordinadora d'Investigadors de l'Audiovisual de Catalunya, de la SCC/IEC (1996-97).

## Llegat
Al 2008, la biblioteca de cinema de Joaquim Romaguera i Ramió fou cedida a la Universitat Autònoma de Barcelona per la seva esposa Roser Vendrell i els seus fills, els quals van considerar adient que aquest important fons passés a formar part de la Biblioteca de Comunicació i Hemeroteca General. El fons està format per prop de 3.000 llibres, i nombroses revistes i dossiers.
Part del fons personal de Joaquim Romaguera i Ramió es conserva a la Biblioteca de Catalunya.

## Obres
La seva obra principal fou el Diccionari del cinema a Catalunya (2005), que va dirigir. També va escriure la Historia crítica y documentada del cine independiente en España: 1955-1975 (2006), amb Ll. Soler. Com a investigador, és autor, entre d'altres, de:
- “Diccionario de actores/actrices” (1973);
- Textos y Manifiestos del Cine. Estética. Escuelas. Movimientos. Disciplinas. Innovaciones (1980; 3a ed. 1998),
- Amb H. Alsina; La Historia y el Cine (1983)
- Amb E. Riambau; Catàleg de films disponibles parlats o retolats en català (1982)
- “Un mecenatge cinematogràfic. Vida i obra de Delmiro de Caralt” (1987)
- Historia del cine documental de largometraje en el Estado español (1988)
- El lenguaje cinematográfico. Gramática, géneros, estilos y materiales (1991);
- Quan el cinema començà a parlar en català (1927-1934) (1992);
- Diccionario filmográfico universal de directores de España, Portugal y Latinoamérica (1994);
- El patrimoni cinematogràfic a Catalunya (1995), editor;
- “Tísner, l'escenògraf. Teatre, cinema, televisió, publicitat” (1995);
- Cine: curso básico (1996; en català 1997: El cinema), amb X.Juncosa; Història i catàleg de la Cinemateca Municipal. Història i relació dels premis de cinematografia i Audiovisuals "Ciutat de Barcelona" (2002);
- Magí Murià, periodista i cineasta. "Memòries d'un exiliat, 1939-1948" (2002);
- Presencia de los deportes en el cine español. Una primera aproximación, un primer inventario (2003), amb C. Còdol;
- “Història del cinema a Girona i comarques” (2004).

També és autor dels treballs inèdits:
- El primer cinema parlat en català a Barcelona, premiat als II Encuentros Cine/Historia de la Fundació Cultural Caixa d'Estalvis del Mediterrani d'Oriola (1993),
- Contribucions científiques i invents tecnològics d'intel·lectuals i tècnics espanyols, del precinema al cinema en relleu i la televisió (1846-1954), que rebé el premi a la investigació sobre comunicació de masses 2001, del Consell de l'Audiovisual de Catalunya.

D'altra banda, fou un entès en jazz. Va escriure El jazz y sus espejos (2003).